# 2018 en Inde
Chronologie de l'Inde
- 2014
- 2015
- 2016
- 2017
- 2018
- 2019
- 2020
- 2021
- 2022

Cette page concerne les évènements survenus en 2018 en Inde :

## Évènement
- 8-12 octobre : Cyclone Titli (en)
- 19 octobre : Accident ferroviaire d'Amritsar

## Cinéma

### Sorties de films
- 2.0
- Attaque à Mumbai
- K.G.F: Chapter 1
- Manmarziyaan
- Monsieur
- Mulk
- Pad Man
- Padmaavat
- Padmimi
- Race 3
- Rangasthalam
- Sanju
- Thadam
- Thugs of Hindostan
- Veere Di Wedding
- Zero (film, 2018)

## Littérature
- All the Lives We Never Lived d'Anuradha Roy
- Girls Burn Brighter (en) de Shobha Rao (en)
- God of the Sullied (en) de Gaurav Sharma (en)
- Small Acts of Freedom (en) de Gurmehar Kaur (en)
- The Girl in Room 105 (en) de Chetan Bhagat (hi)
- Venmurasu (en) de B. Jeyamohan (en)

## Sport
- Championnat d'Inde de football 2017-2018
- Championnat d'Inde de football 2018-2019
- Championnats du monde de boxe amateur femmes à New Delhi.
- Coupe du monde masculine de hockey sur gazon
- Indian Super League 2017-2018
- Indian Super League 2018-2019
- Participation de l'Inde aux Jeux olympiques d'hiver à Pyeongchang en Corée du Sud.
- Tournoi de tennis de Bombay (WTA 2018)
- Tournoi de tennis de Pune (ATP 2018)

## Décès
- Ulhas Bapat (en), musicien.
- Kapil Mohan (en), entrepreneur.
- Radha Viswanathan (en), danseur.